# Mönekragen

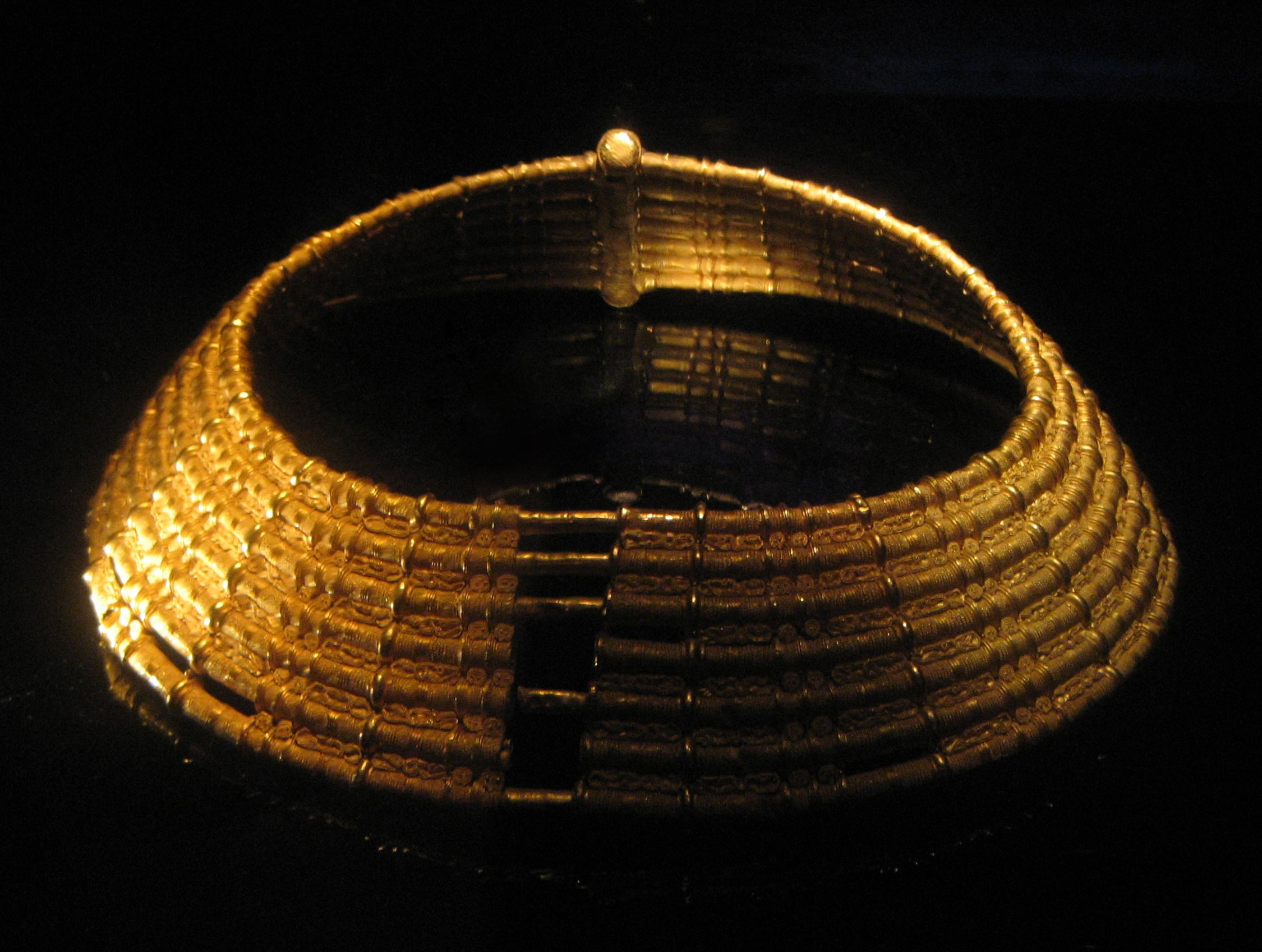
Mönekragen

Mönekragen är en folkvandringstida guldhalskrage från Möne socken i Ulricehamns kommun i Västergötland. Den hittades år 1864, troligen i samband med att markägaren och torparen Johannes Andersson röjde undan ett stenröse. Andra säger dock att han fann den i samband med odling av sin jord. Anderssons belöning lär ha blivit 2 123 riksdaler och 47 öre silvermynt. Riksantikvarie Bror Emil Hildebrand kom själv från Stockholm för att hämta fyndet.
Folkvandringstiden är i svensk historia den period av järnåldern som sträcker sig från år 400-550 e.Kr. Det var en omvälvande tid i det område som senare blev Europa. I samband med att det Västromerska riket föll år 476 kom stora mängder romerskt guld i omlopp, guld som betalats ut till soldater som tjänat i den romerska armén. Guldet som Mönekragen är tillverkat av kommer troligtvis från Romarriket.  
Idag förvaras Mönekragen i Stockholm och kan ses av allmänheten på Historiska museet. Mönekragen är den största funna guldhalskragen i Sverige och även den som innehåller flest figurer; 458 stycken. De andra två fynden av guldhalskragar är från Ålleberg i Västergötland och Färjestaden på Öland.